# 格尔肖姆·朔勒姆
格哈德·朔勒姆（Gerhard Scholem）在从德国移民到以色列之后，改名为格尔肖姆·朔勒姆（Gershom Scholem，希伯来语：גרשום שלום）（1897年12月5日—1982年2月21日），是一名德国出生的以色列哲学家和历史学家。 他被广泛认为是卡巴拉现代学术研究的创始人，成为耶路撒冷希伯来大学第一位犹太神秘主义教授。 他的亲密朋友包括瓦尔特·本雅明和列奥·施特劳斯，并且其信件选集已出版。
朔勒姆最著名的是他收集的讲义，《犹太教神秘主义主流》（1941）和他的传记《萨贝塔伊·泽维，神秘的弥赛亚》（1957）。 他在《论卡巴拉及其象征主义》（1965）内所收集的演讲和散文，有助于在犹太人和非犹太人中传播有关犹太神秘主义的知识。